# Železniška postaja Kidričevo
Železniška postaja Kidričevo je ena izmed železniških postaj v Sloveniji, ki oskrbuje bližnje naselje Kidričevo.